# Henrik Rósa
Henrik Rósa (ur. 15 czerwca 1974 w Budapeszcie) – węgierski piłkarz, grający na pozycji pomocnika.

## Kariera
Grał w juniorach Vasasu, w tym klubie rozpoczynał również seniorską karierę. Po dwóch latach gry w Salgótarjáni BTC wrócił do NB I, występując w Parmalat FC. Po pół roku został zawodnikiem Csepel SC, z którym w sezonie 1996/1997 spadł z ligi. W 1998 roku przeszedł do Dunaferr SE. Z tym klubem w sezonie 1999/2000 Rósa zdobył mistrzostwo kraju. Od 2002 roku grał w klubach budapeszteńskich: najpierw w Újpescie, następnie w MTK. W 2004 roku wrócił do Vasasu. W latach 2006–2008 reprezentował barwy zespołu NB II – BKV Előre SC. Później grał w amatorskich klubach: Istenhegy FC i Tari SE. Karierę zakończył w 2011 roku.
Rozegrał cztery mecze w reprezentacji Węgier, strzelając jednego gola.

## Statystyki ligowe
| Sezon         | Klub             | Liga                 | Mecze | Gole |
| ------------- | ---------------- | -------------------- | ----- | ---- |
| 1992/1993     | Vasas SC         | NB I                 | 1     | 0    |
| 1993/1994     | Salgótarjáni BTC | NB III               | ?     | ?    |
| 1994/1995     | Salgótarjáni BTC | NB II                | 28    | 8    |
| 1995/1996 (j) | Parmalat FC      | NB I                 | 13    | 1    |
| 1995/1996 (w) | Csepel SC        | NB I                 | 13    | 1    |
| 1996/1997     | Csepel SC        | NB I                 | 27    | 5    |
| 1997/1998     | Csepel SC        | NB II                | 15    | 3    |
| 1998/1999     | Dunaferr SE      | NB I                 | 31    | 1    |
| 1999/2000     | Dunaferr SE      | NB I                 | 28    | 4    |
| 2000/2001     | Dunaferr SE      | NB I                 | 26    | 5    |
| 2001/2002     | Dunaferr SE      | NB I                 | 35    | 5    |
| 2002/2003     | Újpest FC        | NB I                 | 25    | 4    |
| 2003/2004 (j) | Újpest FC        | NB I                 | 13    | 0    |
| 2003/2004 (w) | MTK Budapeszt    | NB I                 | 15    | 0    |
| 2004/2005     | Vasas SC         | NB I                 | 25    | 3    |
| 2005/2006     | Vasas SC         | NB I                 | 24    | 3    |
| 2006/2007     | BKV Előre SC     | NB II                | 19    | 4    |
| 2007/2008     | BKV Előre SC     | NB II                | 10    | 2    |
| 2008/2009     | Istenhegy FC     | Budapest II. osztály | ?     | ?    |
| 2009/2010     | Tari SE          | Megye I              | ?     | ?    |
| 2010/2011     | Tari SE          | Megye I              | ?     | ?    |